# قيقب شعري
القيقب الشعري نوع نباتي ينتمي إلى جنس القيقب من الفصيلة الصابونية.